# Cienia Pierwsza
Cienia Pierwsza – wieś w Polsce położona w województwie wielkopolskim, w powiecie kaliskim, w gminie Opatówek.
W latach 1975–1998 miejscowość administracyjnie należała do województwa kaliskiego.
Zobacz też: Cienia Druga, Cienia Trzecia, Cienia-Folwark; Cienia